# Triphysaria floribunda
Triphysaria floribunda là loài thực vật có hoa thuộc họ Cỏ chổi. Loài này được T.I. Chuang & Heckard miêu tả khoa học đầu tiên năm 1991.